# Бобан Николов
Бобан Николов (на македонска литературна норма: Бобан Николов) е футболист от Северна Македония, който играе като полузащитник за Лече.

## Кариера
На 8 март 2013 г. Николов дебютира за Виторул в Лига I при поражението с 1:4 от Газ Метан. На 19 май Бобан отбелязва първия си гол в Лига I при шокиращата победа с 5:2 срещу Стяуа Букурещ.
На 19 януари 2021 г. подписва с италианския клуб от Серия Б Лече.

## Успехи
Вардар
- Първа македонска футболна лига: 2015/16, 2016/17
- Суперкупа на Македония: 2015